# Haematopota quadrifenestrata
Haematopota quadrifenestrata är en tvåvingeart som beskrevs av Burger 1988. Haematopota quadrifenestrata ingår i släktet Haematopota och familjen bromsar. Inga underarter finns listade i Catalogue of Life.